# Hypoplectrus puella
Hypoplectrus puella là một loại cá thuộc họ Serranidae sinh sống ở Tây Trung Trung bộ Đại Tây Dương. Nó được nuôi làm cá cảnh. Nó phát triển đến kích thước dài 15 cm.